# バルタスロールゴルフクラブ

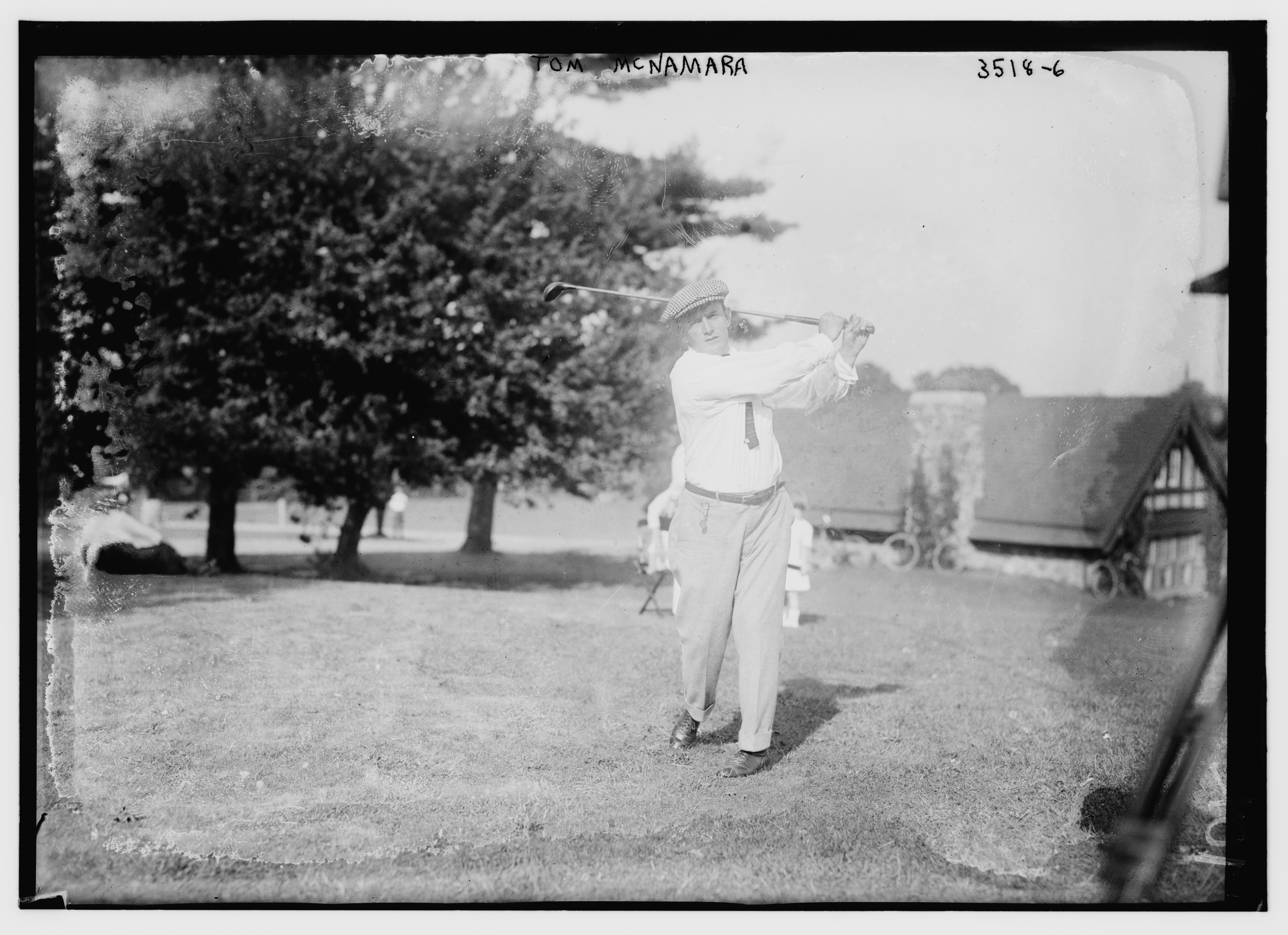
1915年全米オープンでのトム・マクナマラ

バルタスロールゴルフクラブ (The Baltusrol Golf Club) は米国ニューヨークシティのおよそ 30 キロメートル西方、ニュージャージー州スプリングフィールドにある36ホールの会員制ゴルフ場である。ルイス・ケラーにより1895年に設立された。
1985年にバルタスロールのアッパーコースで 全米女子オープンが開催された。このことにより、全米オープンと全米女子オープンの両方の大会を二つある別々のコース両方において開催した初めてのゴルフ場となった。どちらのコース（アッパーコース、ロワーコース）も A・W・ティリングハーストが1918年に設計したものである。多くのメジャートーナメントの中で、7回の全米オープンと2005年および2016年のPGA選手権が開催されている。
2005年には国家歴史登録財に指定され、また、2014年にはティリングハーストのコース設計者としての功績の重要性が認識され、国定歴史建造物にも指定された。

## 歴史
バルタスロールゴルフクラブという名称は、現在のゴルフ場所在地でかつて農業を営んでいたバルタス・ロール（Baltus Roll、1769年 – 1831年）という人物の名前に因んだものである。バルタス・ロールは 1831年2月22日、彼の所有するバルタスロール山の農業小屋に相当な財宝が隠されていると信じた強盗二人により61歳で殺害された。ピーター・B・デイビスとリシディアス・ボールドウィンが容疑者とされた。ボールドウィンは逃走したが、その後モリスタウンの酒場で明らかに薬物の過剰摂取で自殺した。デイビスは捕まってニューアークで裁判にかけられた。状況証拠からは完全にデイビスが犯人であろうと思われたが、殺人については無罪が言い渡された。だが別の偽造の罪で有罪となり24年の懲役刑が言い渡され、収監されたトレントンの州刑務所で死亡した。
1890年代にニューヨークソーシャルレジスターという出版社の社主だったルイス・ケラーがこのスプリングフィールドの土地 500 エーカー（およそ2.0 平方キロメートル）を購入し、1895年10月19日にはここにバルタスロールゴルフクラブを設立されることを公表した。オリジナルの9ホールコースは1895年ジョージ・ハンター設計によるもので、1898年には18ホールに拡張された。このコースは現在「オールドコース」と呼ばれており、1903年には全米オープンが開催され、このためにジョージ・ローによって改修が行われたりもしたが、現在は残っていない。
ケラーは A・W・ティリングハーストと契約し、当初はこのオールドコースはそのままに、もう一つ別のコースを建設すべくその設計を依頼した。だがティリングハーストはオールドコースをつぶして二つのコースを新たに作ることを提案した。クラブはこれを承認し1918年にアッパーとロワーと名付けられた二つのコース建設が開始された。1919年8月、ゴルフ・イラストレーテッド誌は「バルタスロールにおける計画は二つのコースを一気に建設するアメリカでも類を見ない大規模なもの」と報じた。1922年6月には正式開場し、さらに数年をかけて全米選手権クラスの大会が開催できるようなコースを目指して改良を加えた。初めて開催した全米クラスの大会は1926年の全米アマで、ロワーコースで行われた。1936年には全米オープンがアッパーコースを会場として開催された。ティリングハーストは1942年に死ぬまでこのクラブに建築家として所属した。
1948年にはロバート・トレント・ジョーンズがロワーコースでのトーナメント開催を目指して改修と距離延長を行った。このロワーコースは、1992年にロバートの息子であるリーズ・ジョーンズにより翌1993年開催予定だった全米オープンのための更なる距離延長が行われた。リーズはアッパーコースで行われる2000年の全米アマのためのコース延長も手掛けた。ロワー、アッパーいずれのコースも、経年により木が伸びるなどして失われつつあったティリングハーストの特徴的設計を元に戻す努力がジョーンズおよび上級設計者のスティーブ・ワイサーの二人により行われた。ここで開催されたトーナメントでの優勝者としては、エド・ファーゴル、ミッキー・ライト、ジャック・ニクラウス、リー・ジャンセン、フィル・ミケルソンなどが挙げられる。1995年にはゴルフマガジン誌により「アメリカでもっとも歴史のある100ゴルフクラブ」の一つに認定された。20世紀後半まで黒人とユダヤ人はメンバーになれなかった。リチャード・ニクソンは1968年の大統領選挙共和党候補に指名された後、ニューアークスターレッジャー誌がこのクラブの排他性を報じたため、クラブメンバーを退会した。

## クラブハウス
1909年3月に設立当時からのクラブハウスは焼失してしまった。同年、クラブメンバーであるチェスター・ヒュー・カークによりチューダーリバイバル様式の新クラブハウスが急遽設計され、6月には建築が開始された。
1912年、合衆国大統領（ウィリアム・ハワード・タフト）が訪問した最初のクラブハウスとなった。

## 開催大会
バルタスロールではUSGA主催の15の選手権試合と3つのPGA主催の選手権試合が行われている。1903年、1915年、1936年、1954年、1967年、1980年、1993年の都合7回にわたる全米オープン、1904年、1926年、1946年、2000年の4回の全米アマ、さらには1961年と1985年の2回の全米女子オープン、1901年と1911年の全米女子アマである。PGA選手権は2005年に初めて開催され、2016年にも再び開催された。また、女子PGA選手権が2023年初めて開催された。
| 年   | 大会                 | コース                                      | 優勝                 | 優勝スコア | 賞金 ($)  |
| ---- | -------------------- | ------------------------------------------- | -------------------- | ---------- | --------- |
| 2023 | 女子PGA選手権        | ロワー                                      | Yin Ruoning          | 276 (-8)   | 1,500,000 |
| 2018 | 全米ジュニアアマ     | メダルプレー – 両方 マッチプレー – アッパー | Michael Thorbjornsen | 36th Hole  | N/A       |
| 2016 | PGA選手権 (2)        | ロワー                                      | Jimmy Walker         | 266 (-14)  | 1,890,000 |
| 2005 | PGA選手権            | ロワー                                      | Phil Mickelson       | 276 (-4)   | 1,170,000 |
| 2000 | 全米アマ (4)         | メダルプレー – 両方 マッチプレー – アッパー | Jeff Quinney         | 39th Hole  | N/A       |
| 1993 | 全米オープン (7)     | ロワー                                      | Lee Janzen           | 272 (-8)   | 290,000   |
| 1985 | 全米女子オープン (2) | アッパー                                    | Kathy Baker          | 280 (-8)   | 41,975    |
| 1980 | 全米オープン         | ロワー                                      | Jack Nicklaus        | 272 (-8)   | 55,000    |
| 1967 | 全米オープン         | ロワー                                      | Jack Nicklaus        | 275 (-5)   | 30,000    |
| 1961 | 全米女子オープン     | ロワー                                      | Mickey Wright        | 293 (+5)   | 1,800     |
| 1954 | 全米オープン         | ロワー                                      | Ed Furgol            | 284 (+4)   | 6,000     |
| 1946 | 全米アマ             | ロワー                                      | Ted Bishop           | 37th Hole  | N/A       |
| 1936 | 全米オープン         | アッパー                                    | Tony Manero          | 282 (-6)   | 1,000     |
| 1926 | 全米アマ             | ロワー                                      | George Von Elm       | 2 & 1      | N/A       |
| 1915 | 全米オープン         | オールドコース                              | Jerome Travers (a)   | 297 (+1)   | (300)     |
| 1911 | 全米女子アマ (2)     | オールドコース                              | Margaret Curtis      | 5 & 3      | N/A       |
| 1904 | 全米アマ             | オールドコース                              | Chandler Egan        | 8 & 6      | N/A       |
| 1903 | 全米オープン         | オールドコース                              | Willie Anderson      | 307        | 200       |
| 1901 | 全米女子アマ         | オールドコース                              | Genevieve Hecker     | 5 & 3      | N/A       |

出典： 
太字の年は、PGAツアーのメジャー大会

## コース情報
立地条件が異なっていたため、アッパーとロワーの2コースはそれぞれ大変異なった特徴を持っている。ティリングハーストはどちらもが等しく好まれるコースとして2つのコースをそれぞれ設計した。ロワーコースは18,000年前の氷河期の痕跡であるモレーン由来のうねりを持つ丘陵地形に広がるコース、アッパーコースは2億年前の広大な溶岩流から形成されたファーストウォッチャング山（First Watchung Mountain、オレンジ山とも）の東側に位置するバルタスロール山稜線に沿ったコースとなっている。どちらのコースにも池や人工および天然のハザードがある。ロワーコース4番と18番ホール、およびアッパーコースの9番と13番ホールには池がある。アッパーコース10番、13番、15番にはクリークが配置される。2010年の時点で、バルタスロールは2コースを持つクラブの中で、唯一両方のコースで全米オープンと全米女子オープンが開催されたクラブとなっている。

### ロワーコース
ロワーコースはⅥティーを使用して7,550ヤード / パー72だが、2005年のPGA選手権は7,392 ヤード / パー70で行われた。Ⅴティー使用では7,135ヤード、Ⅳティーでは6,665ヤード、Ⅲティーでは6,225ヤード、Ⅱティーでは5,430ヤード、Ⅰティーでは5,000ヤードで、いずれもパー72となる。ゴルフマガジンの全米トップ100コースではロワーコースが1995年、1997年、1999年22位に選出されている。
ロワーコースの3つの名物ホールは、4番200ヤードパー3では池越えのティーショットを2段グリーンに打つ必要がある；17番は655ヤードのパー5で、これまで2オンしたのはジョン・デイリーのみとされる（タイガー・ウッズは2005年のPGA選手権で2打目をグリーンオーバーした）；18番は555ヤードパー5で、これまでフーゴル、ニクラウス、ミケルソン、ジェーソン・デイなどの素晴らしいパフォーマンスで知られる。

### アッパーコース
アッパーコースはⅥティーから打つと7,348ヤード、Ⅴティーからは7,002ヤード、Ⅳティーでは6,558ヤードで、いずれもパー72。Ⅲティーでは6,232ヤード、Ⅱティーでは5,819ヤード、Ⅰティーでは5,540ヤードで、いずれもパー72（女子はパー73）となっている。ここアッパーコースでは1936年の全米オープンを含む全米クラスの大会が3回開催され、ゴルフマガジンの全米トップ100コースには1997年に89位、1999年には74位に選出された。

## 一般情報
プロショップは午前7時から午後7時まで営業している。コースは一般には開放されておらず、外来ゲストがプレーするにはメンバーの同伴が必要となる。ドレスコードによればデニム地の衣服は禁止、また襟のあるシャツを着用しなければならない。金属スパイクシューズや5人プレーは禁止されている。さらに、コース内はもとより、敷地内全域で携帯電話の使用が禁止されており、唯一自分の自動車の中でだけは許される。年中無休で、ゲストのグリーンフィーは160ドルとなっている。午前7時から午後2時までのプレーではキャディーを帯同しなければならない。フェアウェイとグリーンの芝はポアアヌア（poa annua、スズメノカタビラ）とベントグラス (Penn A-4) で、グリーンは毎年3月後半から4月前半まで、8月後半、さらにシーズン終了後の11月には曝気が行われるため、その間コースはクローズされる。ラフはケンタッキーブルーグラス植生となっている。

## オーデュボン認証
バルタスロールはオーデュボンインターナショナルによる認定共同保護区に指定されている。この指定は、環境計画、野生生物及び生息地管理、化学物質の安全使用と使用量削減、水質管理などで基準を満たす者に与えられる。

## 参照資料
1. ↑  “PGA Championship”.   GCSAA (2016年7月). 2018年4月25日閲覧。
2. ↑  “Course Rating and Slope Database: Baltusrol Golf Club - Lower Course”.   USGA. 2013年7月16日閲覧。
3. ↑  “Course Rating and Slope Database: Baltusrol Golf Club - Upper Course”.   USGA. 2013年7月16日閲覧。
4. ↑  National Park Service (9 July 2010), "National Register Information System", National Register of Historic Places, National Park Service
5. ↑  “New Jersey and National Registers of Historic Places - Union County”.   New Jersey Department of Environmental Protection - Historic Preservation Office. p. 11 (2016年4月26日). 2016年7月25日閲覧。[リンク切れ]
6. 1 2  Watson, Penelope S. (May 6, 2005). NRHP Nomination: Baltusrol Golf Club. National Park Service.
 Accompanying 20 photos..
7. ↑  "Secretary Jewell, Director Jarvis Announce Nine New National Historic Landmarks Highlighting America's Diverse History and Culture" (Press release). 30 September 2014.
8. ↑  “The Roll Family Genealogy”. 2014年7月31日閲覧。
9. ↑  “The Murder - The Name”. 2008年2月25日閲覧。
10. ↑  “BALTUSROL CLUB SWEPT BY FLAMES; Several of Its Buildings Reduced to Ashes in an Early Morning Fire. CHEF INJURED BY A JUMP One Sleepy Member Makes His Escape by a Window, Minus Clothes and $40.”. The New York Times. (1909年3月28日)
11. ↑  Strauss, Robert (2000年6月18日). “IN PERSON; Join the Club (if They'll Let You in): The State's Golf History”. The New York Times
12. ↑  “Championship Tradition at Baltusrol Golf Club”. 2009年5月23日時点のオリジナルよりアーカイブ。2009年7月6日閲覧。
13. ↑  Hargraves, Rob (1997). “"Resource not found"”. New Jersey Outdoors (New Jersey Department of Environmental Protection) (Fall 1997):  11–13.[リンク切れ]
14. ↑  “A Brief History of Baltusrol Golf Club”.   Baltusrol Golf Club. 2016年7月26日閲覧。
15. ↑  “Natural Resources Inventory - Township of Springfield: Geology”.   Springfield Environmental Commission. pp. 3–7 (2011年). 2016年7月26日閲覧。
16. ↑  “Baltusrol Golf Club bedrock and surficial geology”. NJ-GeoWeb.   New Jersey Department of Environmental Protection. 2016年7月26日閲覧。
17. ↑  “World-class field ready to test Baltusrol”. 2010年7月13日閲覧。
18. ↑  女子に限り、最終18番ホールがパー5となるため。
19. ↑  “Championship Tradition at Baltusrol Golf Club”. 2009年5月23日時点のオリジナルよりアーカイブ。2009年7月6日閲覧。
20. ↑  “Member profile details: Baltusrol Golf Club”.  Audubon International. 2016年7月27日閲覧。